# Lâu đài Strakonice

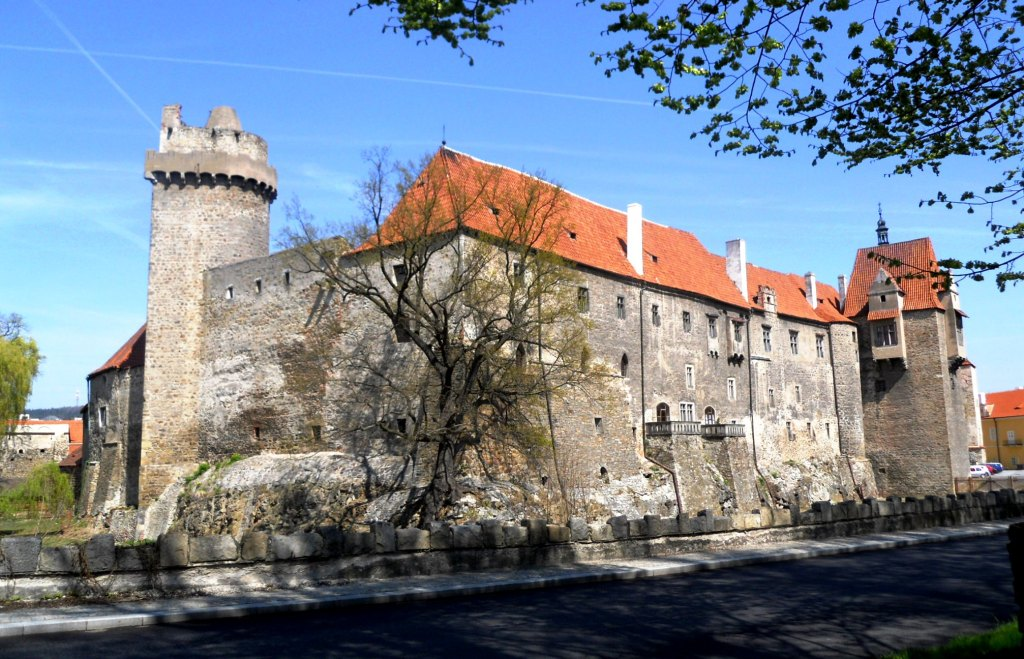
Lâu đài Strakonice

Lâu đài Strakonice được xây dựng trên sông Otava bởi các nhà quý tộc Strakonice vào đầu thế kỷ 13. Năm 1243, họ tặng một phần của lâu đài cho các hiệp sĩ hiếu khách của Dòng thánh John. Năm 1367 Strakonice có được quyền thành phố.
Từ đầu thế kỷ 15, Các hiệp sĩ đã sở hữu toàn bộ lâu đài. Năm 1420, trong cuộc chiến tranh Hussite Jan Žižka chiếm Strakonice, nhưng không chiếm được pháo đài. Trong thế kỷ 16, lâu đài đã trải qua một cuộc tái thiết mở rộng. Ngày nay, một phần của lâu đài được sử dụng làm bảo tàng của vùng Strakonice.